# Eva Gabeler
Eva Gabeler is een Nederlands journaliste.
Gabeler studeerde aan de Universiteit van Amsterdam en behaalde daar een bachelor en master in psychologie. Hierna was ze tussen 2015 en 2016 actief als redactrice bij het maandblad Psychologie Magazine.
Tevens was ze verslaggever voor Het Parool en De Telegraaf.
Via haar studie kwam ze in Australië terecht, hier volgt ze aan de University of Sydney een opleiding in het maken van documentaires. Deze studie combineerde ze sinds 2019 met een freelance-correspondentschap voor de NOS. Ze nam het correspondentschap over van Robert Portier. In 2021 keerde Gabeler terug naar Nederland, waar redacteur bij Het Financieele Dagblad werd.